# Krithe burkholderi
Krithe burkholderi är en kräftdjursart som beskrevs av Brouwers 1990. Krithe burkholderi ingår i släktet Krithe och familjen Krithidae. Inga underarter finns listade i Catalogue of Life.